# Eberhard Niethammer
Eberhard Niethammer (* 19. November 1948 in Göppingen) war von 1988 bis 2012 Oberbürgermeister der baden-württembergischen Stadt Rheinfelden. Seit 2012 ist er ihr Ehrenbürger. Niethammer ist Mitglied der CDU.

## Leben
Niethammer studierte Jura und Volkswirtschaftslehre an den Universitäten in Heidelberg und Mannheim. Ab 1979 war er Regierungsrat in Karlsruhe und persönlicher Referent des Regierungspräsidenten Trudpert Müller sowie Dozent an der Wirtschaftsakademie. Ab 1984 war er Bürgermeister im nordbadischen Bretten. Bei der Wahl zum Oberbürgermeister im November 1985 unterlag er dem damals parteilosen Paul Metzger.
Am 24. April 1988 wurde Niethammer zum Oberbürgermeister von Rheinfelden gewählt. Während seiner Amtszeit wuchs die Stadt von über 27.000 um weitere 5000 Einwohner. Während seiner Amtszeit wurde die A 98 mit der Querspange A 861 an die Stadt Rheinfelden angeschlossen. Ein äußerer Ring wurde errichtet, um die Stadt vom Verkehr zu entlasten, und mit der Grün 2007 wurde ein Grünprojekt umgesetzt, das als „kleine Landesgartenschau“ gilt. Das mit Abstand größte Projekt in der Amtszeit von Niethammer war das 2010 in Betrieb gegangene Neue Wasserkraftwerk Rheinfelden. 
Nach Ausscheiden aus dem Amt 2012 wählte der Gemeinderat von Rheinfelden Niethammer zum Ehrenbürger der Stadt. Die Verleihung erfolgte am 16. Juni 2012. Er steht als Bezirksvorsitzender der Senioren-Union Südbaden vor.
Niethammer ist verheiratet und hat mit seiner Frau drei Kinder.